# Кипрево (Нижегородская область)
Кипрево — деревня в Городецком районе Нижегородской области России. Входит в состав Смольковского сельсовета.

## География
Деревня находится на западе центральной части Нижегородской области, в зоне хвойно-широколиственных лесов, на берегах реки Голубихи, при автодороге 22К-0020, на расстоянии приблизительно 11 километров (по прямой) к востоку от города Городца, административного центра района. Абсолютная высота — 94 метра над уровнем моря.

### Климат
Климат характеризуется как умеренно континентальный, с относительно коротким умеренно тёплым летом и холодной продолжительной зимой. Среднегодовая температура — 3,6 °C. Средняя температура воздуха самого тёплого месяца (июля) — 18,4 °C (абсолютный максимум — 37 °C); самого холодного (января) — −11,8 °C (абсолютный минимум — −40 °C). Безморозный период длится около 146 дней. Среднегодовое количество атмосферных осадков составляет около 450—550 мм, из которых большая часть выпадает в тёплый период. Устойчивый снежный покров устанавливается, как правило, в ноябре и держится около 154 дней.

### Часовой пояс
Деревня Кипрево, как и вся Нижегородская область, находится в часовой зоне МСК (московское время). Смещение применяемого времени относительно UTC составляет +3:00.

## Население
| 2002 | 2010 |
| ---- | ---- |
| 25   | ↗38  |

### Национальный состав
Согласно результатам переписи 2002 года, в национальной структуре населения русские составляли 100 %.